# Ligne 182 (chemin de fer slovaque)
La ligne 182 des chemins de fer Slovaque relie Štrba
à Štrbské Pleso.

## Mise en service
Le premier train a circulé le 27 juillet 1896.

## Caractéristiques techniques
- Écartement : 1 000 mm
- Système de crémaillère : Riggenbach
- Longueur de la voie : 4,75 km
- Longueur de la voie à crémaillère : 4,05 km

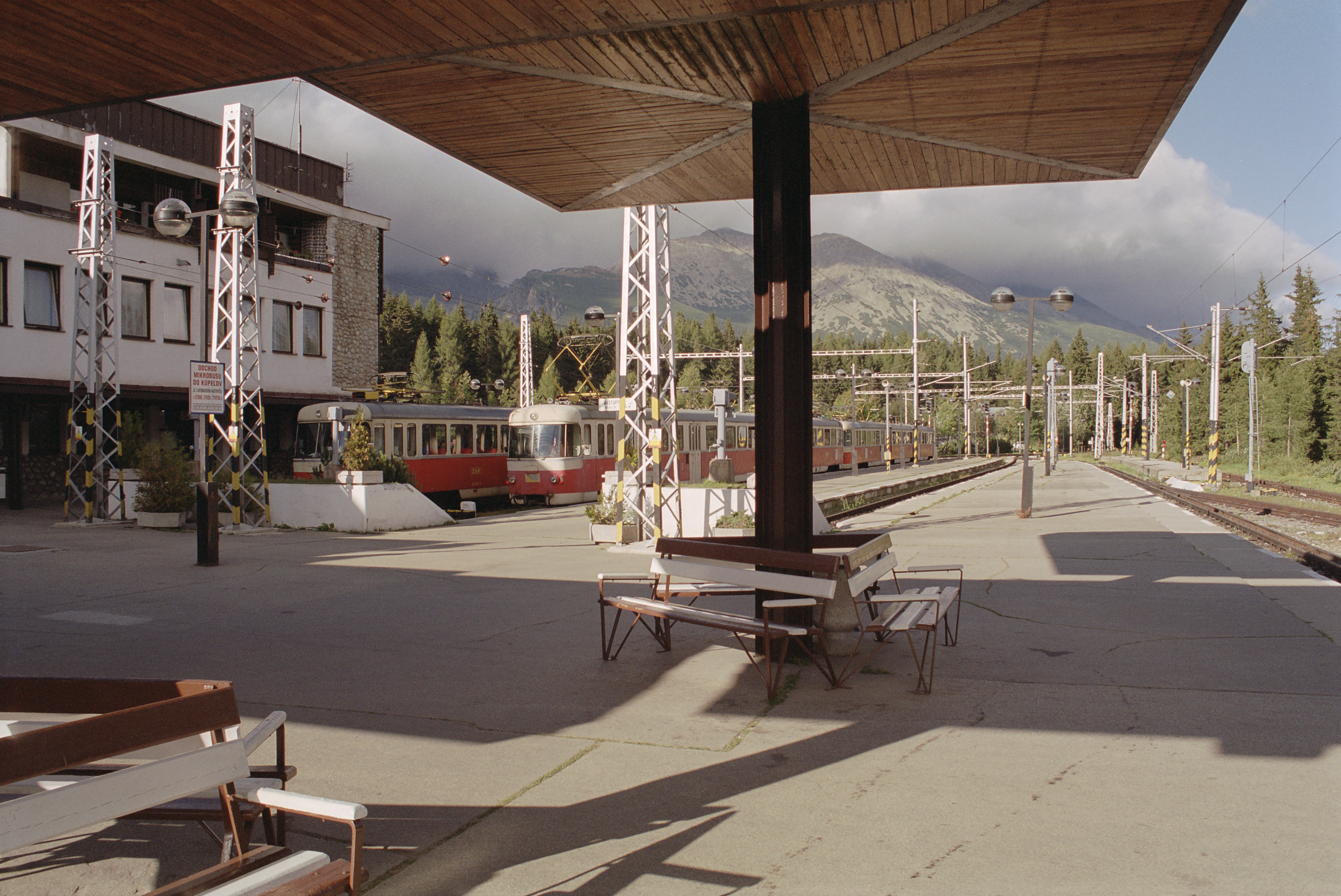
Gare de Štrbské pleso

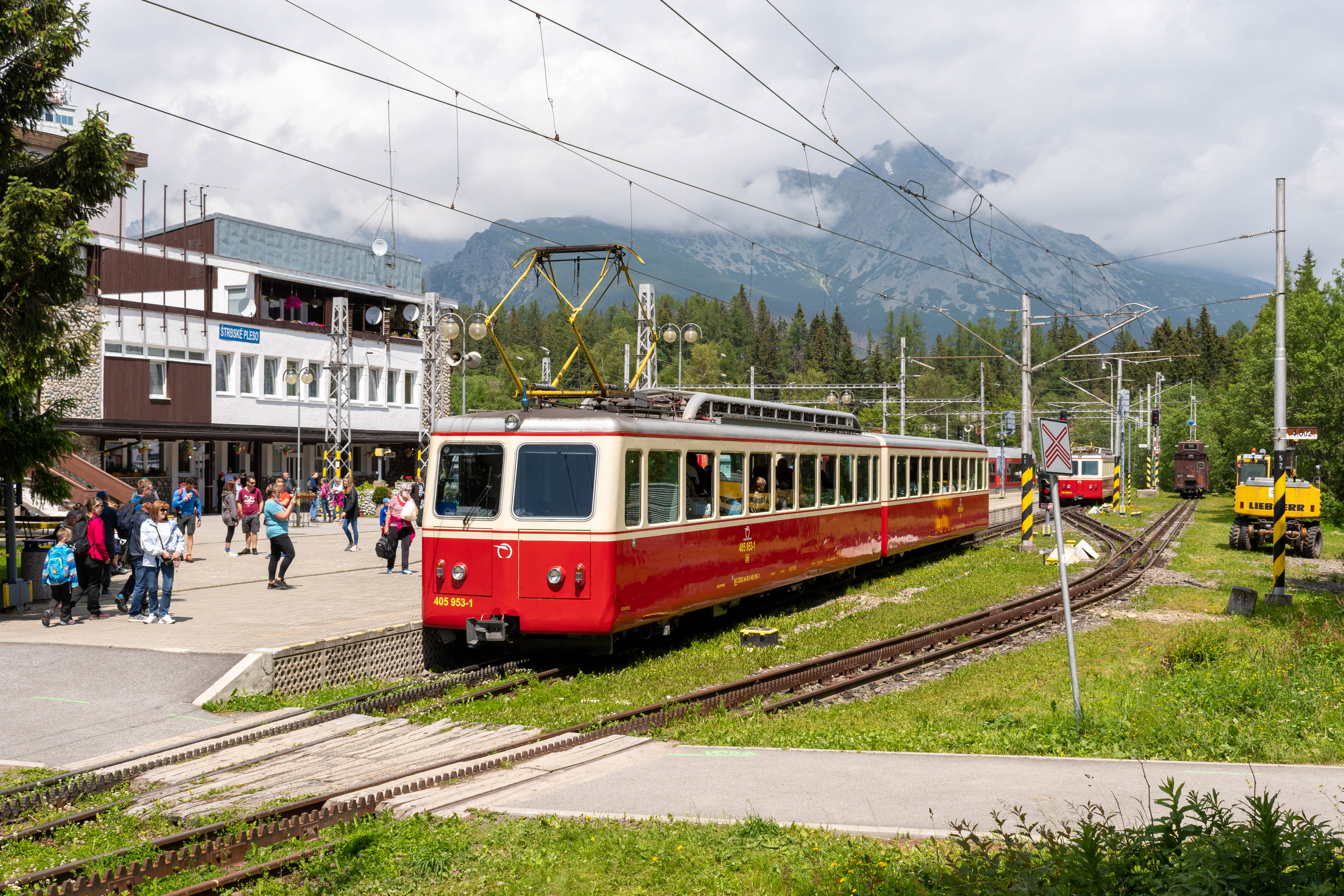
Train en gare de Štrbské pleso

- Pente maximale : 127 ‰
- Dénivelé : 444 m

## Liaison
Chemin de fer ordinaire
- Ligne 180 Žilina - Košice à Poprad-Tatry

Ligne TEŽ
- Ligne 183 Starý Smokovec - Štrbské Pleso